# Antonio Carrasqueira
Antonio Carlos Moraes Dias Carrasqueira, conhecido como Antonio Carrasqueira e Toninho Carrasqueira  (São Paulo, 9 de setembro de 1952) é um flautista brasileiro. que transita com a mesma propriedade pelos universos erudito e popular. É irmão da pianista Maria José Carrasqueira.

## Biografia
Filho de músico, começou a tocar flauta muito jovem. Estudou durante anos na Europa.
Doutor em Artes pela Universidade de São Paulo, é graduado pelo Conservatoire National de Versailles, e pela Ecole Normale de Musique de Paris,  ambos na França. Foi integrante do Quinteto Villa-Lobos de 1997 a 2011.
É, desde 1986, professor de flauta no Departamento de Música da Escola de Comunicações e Artes da Universidade de São Paulo.
No choro, lançou um disco interpretando Patápio Silva e Pixinguinha.